# Patrik Carlgren
Patrik Carlgren (født 8. januar 1992 i Falun) er en svensk fodboldspiller, der spiller for FC Nantes

## Klubkarriere
Carlgren startede sin karriere i Samuelsdals IF. Han startede sin seniorkarriere med at spille to år for Falu FK. Derefter spillede han to sæsoner for IK Brage i Superettan, hvor han spillede 23 kampe, hvoraf de 22 af dem var fra start. Han holdt målet rent i seks af disse kampe.
I juli 2013 skiftede han til AIK. Han fik sin debut i Fotbollsallsvenskan den 8. maj 2014 mod Halmstads BK.
Det var egentlig meningen, at Carlgren skulle skifte til 1860 München i vinteren 2017, men grundet en administrativ fejl gik denne handel ikke igennem.
Den 10. februar 2017 blev det offentliggjort, at Patrik Carlgren havde skrevet under på en kontrakt for resten af 2016-17-sæsonen med FC Nordsjælland. Den normale førstemålmand, Runar Alex Runarsson blev skadet i starten af maj 2017, hvilket bevirkede, at Carlgren fik sin debut for FC Nordsjælland i Superligaen den 5. maj 2017 i en kamp mod F.C. København, som endte 1-1. Han spillede herefter også de sidste fire kampe i sæsonen.
Han skiftede den 3. juli 2017 til Konyaspor, hvor han skrev under på en toårig kontrakt med option på et års forlængelse. Han spillede dog kun en kamp i Süper Lig i løbet af 2017-18-sæsonen samt fire kampe i Türkiye Kupasi (den tyrkiske pokalturnering). Han meddelte derfor i maj 2018, at han var på vej væk fra den tyrkiske klub.
Den 8. juli 2018 blev det offentliggjort, at Randers FC havde hentet sin afløser for Hannes Halldórsson, der var skiftet til Qarabag FK, i form af Carlgren. Han skrev under på en treårig kontrakt, således parterne havde papir på hinanden frem til sommeren 2021. Han fik sin debut i Superligaen for Randers FC i 1. spillerunde af 2018-19-sæsonen, som Randers FC tabte 0-2 hjemme til Brøndby IF.
Efter 7 sæsoner med Randers FC kunne Carlgren og sportsdirektøren fra Randers ikke blive enige om en forlængelses aftale så han måtte vinke farvel til Randers i slutningen af Juli 2024.
Den 30. August blev Patrick Carlgren officielt den nye 2. målmand for FC Nantes. Han skrev under på en toårig kontrakt indtil 2026.

## Landsholdskarriere
Carlgren var en del af Sveriges U/21-fodboldlandshold, der vandt U/21 Europamesterskabet i fodbold 2015, hvor han reddede Ricardo Esgaio og William Carvalhos straffesparksforsøg i straffesparkskonkurrencen i finalen efter 0-0 i ordinær og forlænget spilletid.
Han blev udtaget til Sveriges trup til play-off-kampene imod Danmark om at komme med til Europamesterskabet i fodbold 2016 i november 2016.

## Titler
Sverige U/21
- U/21 Europamesterskabet i fodbold: 2015